# 越前萬歳
越前萬歳（えちぜんまんざい）は、福井県越前市に伝わる伝統芸能。1995年12月26日に国の重要無形民俗文化財に指定された。野大坪萬歳（のおつぼまんざい）とも呼ばれる。

## 関連事項
- 萬歳
- 越前市